# Chýnov (hradiště)
Chýnov je z písemných pramenů známé raně středověké hradiště, které v jedenáctém a dvanáctém století sloužilo jako jedno z center přemyslovské hradské soustavy.

## Historie
Přesná poloha chýnovského hradiště je nejasná, ale předpokládá se, že stávalo v prostoru pozdějšího zámku. První písemná zmínka o hradišti se nachází v Kosmově kronice. Kosmas hradiště uvedl jako pohraniční hrad Slavníkovců, ale jeho spojení s rodem je nejisté. Archeologický výzkum lokality neproběhl a povrchovými sběry bylo získáno malé množství nálezů keramiky z jedenáctého a dvanáctého století. V té době hradiště patřilo mezi hlavní správní centra hradské soustavy. Z roku 1222 je znám purkrabí Oldřich, který byl správcem Chýnovského kraje.